# Reykjanes (système volcanique)
Pour les articles homonymes, voir Reykjanes.
Ne doit pas être confondu avec Ceinture volcanique de Reykjanes ou Dorsale de Reykjanes.
Le système volcanique de Reykjanes est un volcan d'Islande situé à l'extrémité sud-ouest du pays, au bout de la Reykjanesskagi, non loin du Reykjanes, le cap au sud-ouest de la péninsule. Sa dernière éruption datant du XIIIe siècle, il est considéré comme actif. Il se présente sous la forme de fissures volcaniques le long desquelles s'égrènent des cratères et des cônes.

## Géographie

### Localisation
Le système volcanique de Reykjanes est situé à l'extrémité sud-ouest de l'Islande et de la Reykjanesskagi. L'aéroport international de Keflavík et les villes portuaires de Sandgerði et de Keflavík se trouvent à une quinzaine de kilomètres au nord, la ville portuaire de Vogar à une dizaine de kilomètres au nord-est et la ville portuaire de Grindavík à environ huit kilomètres à l'est ; Reykjavik, la capitale du pays, est distante d'une cinquantaine de kilomètres au nord-est. Le volcan est partagé entre les municipalités de Grindavíkurbær et de Reykjanesbær, toutes deux dans la région de Suðurnes.
De faible altitude (moins de 100 m), il est caractérisé par de nombreuses fissures et failles sur 45 kilomètres de longueur pour 5 à 15 kilomètres de largeur ayant créé des champs de laves durant le Pléistocène supérieur et l'Holocène. Il est voisin du Svartsengi qui s'étend à l'est, un autre volcan similaire dans sa morphologie et son comportement éruptif.

### Géologie
Le système n'a pas généré de volcan central. Il se manifeste en surface par des failles et des fissures orientées sud-ouest/nord-ouest en partie sous-marines. Les laves émises sont basaltiques.
Il fait partie de la ceinture volcanique de Reykjanes.

## Histoire
Durant les 3 500 dernières années, trois éruptions effusives, dites « feux », se sont produites en surface il y a 3 100, 2 000 et 800 ans. Les deux dernières ont également été sous-marines, dans le prolongement sud-ouest des failles, au large du cap de Reykjanes. 
La séquences d'éruptions qui s'est échelonnée de 1210 à 1240 a produit des champs de lave sur une surface totale de 4,6 km2. En 1226, une éruption explosive s'est produite avec des émissions de téphras retrouvés sur l'ensemble de la péninsule et jusqu'à cent kilomètres de distance. 